# Roger van Boxtel
Roger Henri Ludovic Maria van Boxtel (ur. 8 lutego 1954 w Tilburgu) – holenderski polityk, działacz Demokratów 66 (D66), poseł do Tweede Kamer i senator, w latach 1998–2002 minister.

## Życiorys
Ukończył szkołę średnią w Amstelveen. W latach 1973–1975 na Universiteit van Amsterdam studiował medycyną (nie kończąc tych studiów), a w 1981 na tej samej uczelni został absolwentem prawa. W 1977 dołączył do ugrupowania Demokraci 66.
Pracował jako urzędnik w administracji miejskiej Amsterdamu oraz w zrzeszeniu holenderskich miejscowości VNG. Od 1987 zatrudniony w przedsiębiorstwach prywatnych w Oosterbeek i Utrechcie. W latach 1994–1998 sprawował mandat posła do Tweede Kamer. Od sierpnia 1998 do lipca 2002 był ministrem bez teki ds. urbanizacji i integracji w drugim rządzie Wima Koka. W marcu 2000 pełnił również tymczasowo obowiązki ministra spraw wewnętrznych.
Od 2003 pracował w zakładzie ubezpieczeń Menzis, w latach 2004–2015 był jego dyrektorem generalnym. Zasiadał w międzyczasie we władzach klubu piłkarskiego AFC Ajax. Od 2011 do 2015 wchodził w skład Eerste Kamer, wyższej izby Stanów Generalnych. W sierpniu 2015 powierzono mu pełnienie obowiązków prezesa Nederlandse Spoorwegen, holenderskiego przewoźnika kolejowego. W grudniu 2016 został formalnie powołany na prezesa tego przedsiębiorstwa.
Odznaczony Orderem Oranje-Nassau klasy IV (2002).